# Karina Biondi
Karina Biondi (São Paulo, 17 de setembro de 1983) é uma escritora e antropóloga brasileira que desenvolve estudos etnográficos sobre criminalidade.

## Vida pessoal e formação acadêmica
Karina nasceu em São Paulo. Graduou-se no curso de Ciências Sociais na Universidade de São Paulo (USP), em 2007 e, posteriormente, realizou seus estudos de pós-graduação em Antropologia na Universidade Federal de São Carlos (UFScar), sob a supervisão de Jorge Villela.
Desde 2017 é professora da Universidade Estadual do Maranhão (UEMA), onde coordena o Laboratório de Estudos em Antropologia Política (LEAP). 

## Realizações
Até o ano de 2006, quando rebeliões ocorreram simultaneamente em
diversos presídios e os atentados contra o "sistema" ganharam as ruas da
cidade, o Primeiro Comando da Capital (PCC) era desconhecido para
a maioria da população de São Paulo, sendo o conhecimento a respeito de suas dinâmicas bastante limitado às informações
divulgadas pela mídia. Nesta história quando aconteceu que ela escreveu o livro falando como a facção atuava no estado de São Paulo e em todo o Brasil.
Em 2010, publicou o livro que marcou a história da criminologia brasileira: Junto e Misturado: Uma etnografia do PCC. O livro teve sua versão em inglês publicada sob o título Sharing this Walk: An Ethnography of Prison Life and the PCC in Brazil, ganhador de prêmio em 2017. Proibido roubar na quebrada: território, hierarquia e lei no PCC, resultado de sua pesquisa de doutorado, foi publicado em 2018, também agraciado com prêmios.
Desde 2021, Biondi integra o Comitê Cidadania, Violência e Gestão Estatal da Associação Brasileira de Antropologia.

## Prêmios
- 2019 - LASA Brazil Section Book Prize 2019, Latin American Studies Association.
- 2017 - APLA 2017 Book Prize, Association for Political and Legal Anthropology/American Anthropological Association
- 2015 - LASA Brazil Section Doctoral Thesis Prize 2015, Latin American Studies Association.
- 2006 - IV Prêmio ABA/Ford de Antropologia e Direitos Humanos, Associação Brasileira de Antropologia e Fundação Ford.[13]

## Escritos
Em português
- Proibido roubar na quebrada: território, hierarquia e lei no PCC. São Paulo: Editora Terceiro Nome / Editora Gramma, 2018. ISBN 978-8578162078
- Junto e misturado: uma etnografia do PCC (edição ampliada). 2ª ed. São Paulo: Editora Terceiro Nome / Editora Gramma, 2018. 285p . ISBN  978-8578162092
- Junto e Misturado: uma etnografia do PCC (ebook). 1ª ed. São Paulo: Editora Terceiro Nome, 2014.
- Junto e misturado: uma etnografia do PCC. 1ª ed. São Paulo: Editora Terceiro Nome, 2010. 245p . ISBN 978-8578160524

Em inglês
- Authoritarianism and confinement in the Americas. 1ª. ed. São Luís: Editora da UEMA, 2019. 85p. (com Jennifer Curtis e Randi Irwin)
- Sharing This Walk: An Ethnography of Prison Life and the PCC in Brazil. 1ª ed. University of North Carolina Press, 2016. v. 1. 222p . ISBN 1469623404